# Kościół św. Jana Chrzciciela w Mszczonowie
Kościół świętego Jana Chrzciciela w Mszczonowie – rzymskokatolicki kościół parafialny należący do dekanatu Mszczonów diecezji łowickiej.
Obecna murowana świątynia została wzniesiona w latach 1861-1864 w stylu toskańskim według projektu architekta Franciszka Tournelle'a. W dniu 11 maja 1862 roku został poświęcony kamień węgielny przez arcybiskupa warszawskiego Zygmunta Szczęsnego Felińskiego. W dniu 4 listopada 1973 roku kościół konsekrował Prymas Polski, kardynał Stefan Wyszyński.
Jest to budowla jednonawowa, o długości 39 metrów i szerokości 12 metrów, pokryta blachą. Sufit jest wykonany z drewna, pokryty tynkiem i przyozdobiony polichromią w 1914 roku przez księdza dziekana Antoniego Zakrzewskiego, odnowiono go w latach 1962-1964. Świątynia posiada cztery ołtarze drewniane i jeden marmurowy. Na ścianach pod chórem, w kaplicach i w kruchcie umieszczone są epitafia: właściciela wsi Gurba - Michała Wilskiego, Henryka Pruskiego, właściciela dóbr lennych, Aleksandra Prażmowskiego, Antoniego Dankowskiego, Aleksandry z Moniuszków Dmochowskiej, ks. Władysława Gołędowskiego (rozstrzelanego przez hitlerowców we wrześniu 1939 roku podczas opatrywania rannego). W prezbiterium znajduje się epitafium księdza Wacława Gizaczyńskiego. Na zachodniej elewacji budowli od strony przykościelnego cmentarza, umieszczona jest tablica pamiątkowa  poświęcona rozstrzelanym przez hitlerowców w dniu 11 września 1939 roku: księdzu kanonikowi Józefowi Wierzejskiemu, lekarzowi Stanisławowi Zarachowiczowi i burmistrzowi Mszczonowa Aleksandrowi Tańskiemu.
W 2025 roku kościół wraz z terenem przyległym został wpisany do rejestru zabytków.

## Przypisy

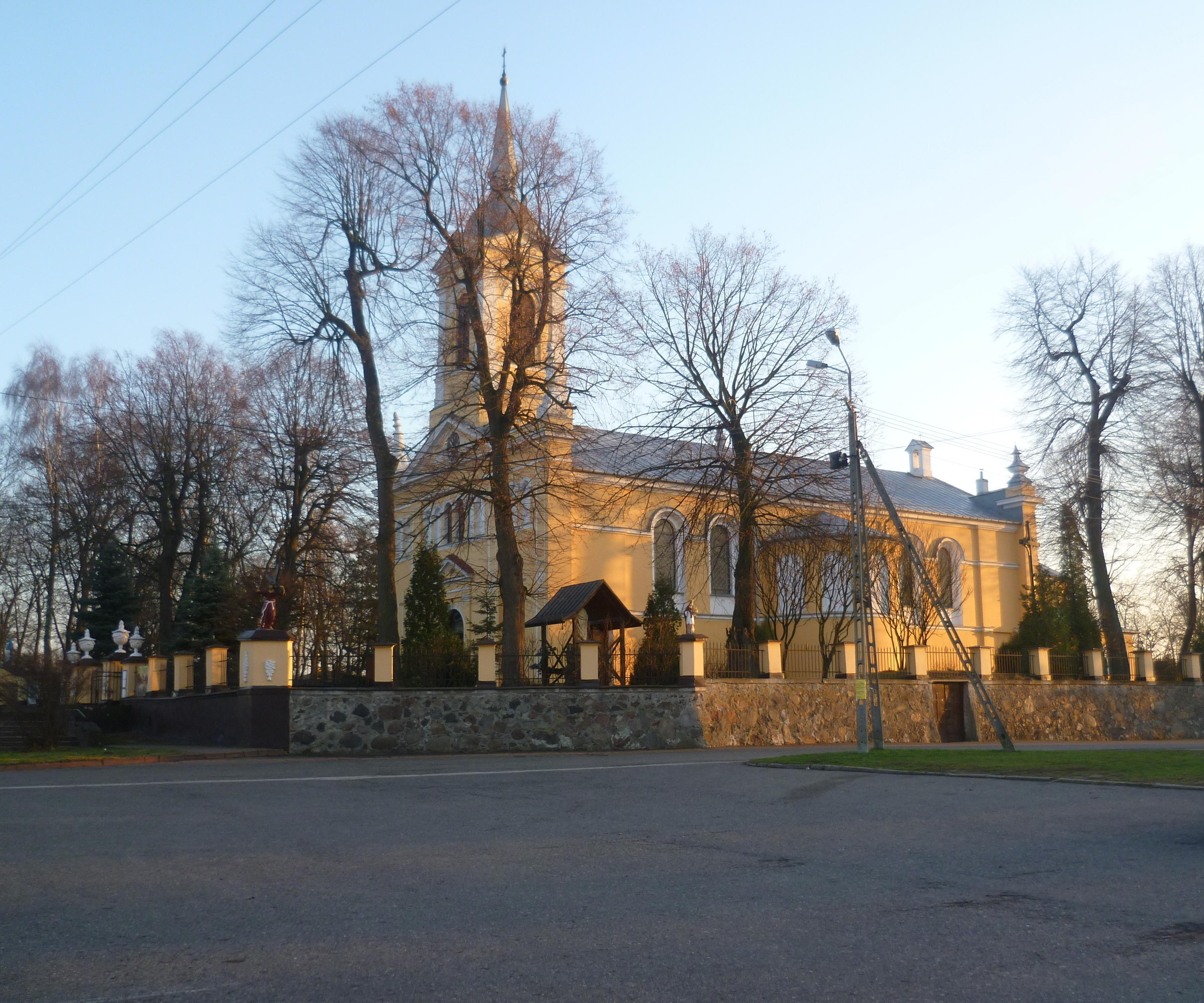
Kościół św. Jana Chrzciciela w Mszczonowie